# Puchar Europy w Biegu na 10 000 metrów 1999
3. Puchar Europy w Biegu na 10 000 metrów – zawody lekkoatletyczne, które odbyły się 10 kwietnia 1999 w Barakaldo.

## Rezultaty

### Mężczyźni
| Konkurencja   | 1. miejsce               | Rezultat           | 2. miejsce   | Rezultat            | 3. miejsce              | Rezultat            |
| ------------- | ------------------------ | ------------------ | ------------ | ------------------- | ----------------------- | ------------------- |
| Indywidualnie | Alberto García Fernández | 27:46,12           | Bruno Toledo | 27:49,06            | Francisco Javier Cortés | 27:49,58            |
| Drużynowo     | Hiszpania                | 1:23:24,76 (6 pkt) | Portugalia   | 1:24:11,08 (33 pkt) | Włochy                  | 1:24:45,85 (46 pkt) |

### Kobiety
| Konkurencja   | 1. miejsce      | Rezultat            | 2. miejsce       | Rezultat            | 3. miejsce | Rezultat            |
| ------------- | --------------- | ------------------- | ---------------- | ------------------- | ---------- | ------------------- |
| Indywidualnie | Paula Radcliffe | 30:40,70            | Irina Mikitienko | 31:38,68            | Ana Dias   | 31:39,52            |
| Drużynowo     | Portugalia      | 1:35:04,12 (12 pkt) | Włochy           | 1:35:55,47 (28 pkt) | Hiszpania  | 1:36:59,65 (41 pkt) |